# Fincantieri
Fincantieri - Cantieri Navali Italiani – włoskie przedsiębiorstwo stoczniowe powstałe w 1984 roku z przekształcenia państwowego konglomeratu Italcantieri. Geneza Fincantieri wywodzi się z Cantieri Navali del Muggiano.